# Musée maritime de Curaçao
Le Musée maritime de Curaçao est un musée ouvert situé à Willemstad sur l'île de Curaçao.

## Historique
L'emplacement stratégique de Curaçao et son port naturel en ont fait un centre maritime et commercial important dès le début de son histoire. L’intérieur du musée embrasse harmonieusement l’histoire maritime séculaire et l'architecture moderne dans un bâtiment historique du XVIIe siècle a été restauré. Le musée est situé dans un hôtel particulier construit en 1729 sur le bras de mer Waaigat, juste au-dessus du marché flottant.

## Expositions
Les expositions comprennent des miniatures antiques, des maquettes de bateau du XVIIe siècle et des cartes, certaines datant même de 1500.